# Ingrid Verhelst
Ingrid Verhelst (1955) is een Vlaams schrijfster.
Nadat ze een aantal korte verhalen had gepubliceerd in diverse literaire tijdschriften, debuteerde ze in 1994 met de roman De verzamelde leugens van J. Mboya (Kritak). Twee jaar later volgde Hongerwebben, uitgegeven bij Prometheus Amsterdam. Daarna ging ze werken als schrijfcoach en ghostwriter. Ze stond ook mee aan de wieg van Het Gentse Schrijverscollectief.
In 2006 kwam ze in het bezit van de nagelaten brieven en dagboeken van Bethina S (1925-1999), een Joodse vrouw die Auschwitz had overleefd, en na haar bevrijding in de psychiatrie was beland. De afzender bleef aanvankelijk anoniem. Pas na geruime tijd maakte hij zich kenbaar als Franz A, de zoon van Bethina S. Verhelst verwerkte de dagboeken en brieven tot een roman: De verzamelde levens van Paula S, uitgegeven door de Bezige Bij Antwerpen (2013).
De rode draad in haar werk is de dunne grenslijn tussen waarheid en leugen.